# 231470 Bedding
231470 Bedding è un asteroide della fascia principale. Scoperto nel 2007, presenta un'orbita caratterizzata da un semiasse maggiore pari a 2,9357108 UA e da un'eccentricità di 0,0656041, inclinata di 2,62496° rispetto all'eclittica.